# قطعنامه ۳۳۶ شورای امنیت
قطعنامه ۳۳۶ شورای امنیت سازمان ملل متحد که در ۱۸ ژوئیهٔ ۱۹۷۳ تصویب شد، سندی بین‌المللی دربارهٔ پذیرش اعضای جدید سازمان ملل متحد، باهاماس است. این قطعنامه طی نشست ۱٬۷۳۲ام با ۱۵ موافق، ۰ مخالف و ۰ ممتنع تصویب شد.